# لیدی ال (فیلم)
«لِیدی ال» (انگلیسی: Lady L) یک فیلم کمدی به کارگردانی پیتر اوستینوف است که در سال ۱۹۶۵ منتشر شد.

## بازیگران
- کاترین آلگره
- کلود دوفا
- دنیل امیلفورک
- دیوید نیون
- ژاک دوفیلو
- ژو دسن
- میشل پیکولی
- پل نیومن
- پیتر اوستینوف
- فیلیپ نوآره
- سوفیا لورن
- تانیا لوپر